# Radio Syd
Radio Syd var Sveriges andra kommersiella radiostation vilken drevs av Britt Wadner 6 mars 1962 till 19 januari 1966.

## Bakgrund
En förutsättning för Radio Syd var Skånes Radio Mercur, Skånes första kommersiella radiostation, startad av Nils-Eric Svensson 1958. Skånes Radio Mercur startade sina sändningar den 14 december 1958 från fartyget Cheeta ägd av det danska företaget Radio Mercur.

I september 1959 anställdes Britt Wadner som provisionsbaserad säljare på Skånes Radio Mercur. Britt Wadner visade mer och mer intresse att vara med och styra företaget Skånes Radio Mercur och fick ett år senare köpa in sig i bolaget med 30% av aktieinnehavet. 
I september 1961 beslutar sig Nils-Eric Svensson att dra sig ur radioverksamheten för att flytta till USA och fortsätta studierna, Skånes Radio Mercur säljs till Britt Wadner. Ett avtal signerades av Britt Wadner där hon förband sig att skicka fyrahundra dollar varje månad till NES mot att NES skickade färdigproducerade program på band till Skånes Radio Mercur. Britt Wadner betalade aldrig några pengar till NES, trots att NES fullföljde avtalet med att skicka banden. 

Åtta månader senare lyckades NES advokat, Claes Munck af Rosenschöld, övertala Britt Wadner att köpa, och betala, för NES aktier i bolaget. 

### Skånes Radio Mercur
Under perioden september 1961 och mars 1962 sänder stationen med det inarbetade namnet Skånes Radio Mercur.

## Radio Syd startar
Den 6 mars 1962 döper Britt Wadner om stationen från Skånes Radio Mercur till Radio Syd. Ett nytt bolag har bildats med namnet AB Sydreklam.

### Programformat
Programformatet ändrades något när Britt Wadner tog kontrollen över sändningarna. Söndagsposten, Önskeprogram, skivnytt, tävlingar samt intervjuer med kända artister.

### Sändningstider
I februari 1962 köper Britt Wadner fartyget Cheeta för 125 000 kr, vilket motsvarar ca 1 778 000 kr i dagens (2025) penningvärde.
Med eget fartyg är det nu möjligt för Radio Syd att utöka sändningstiden. Från den 2 april 1962 sänder stationen dagligen mellan 06:00 till 24:00. Senare utökades sändningstiden från 06:00 till 03:00.

### Popularitet
En oberoende marknadsundersökning av Sifo visade att Radio Syd hade fler lyssnare än SR kanaler tillsammans.
På frågan Vilken musik lyssnar ni helst på, Radio Syds eller Melodiradions? blev svarsfördelningen denna:
| Ålder         | Syd | Mel.-rad. | Lika |
| ------------- | --- | --------- | ---- |
| 12-18 år      | 73% | 1%        | 26%  |
| 19-25 år      | 56% | 17%       | 27%  |
| 26-35 år      | 49% | 6%        | 45%  |
| 36-50 år      | 52% | 11%       | 37%  |
| 51 år o äldre | 47% | 5%        | 48%  |

### Club Radio Syd
Club Radio Syd bildas den 14 mars 1963 av Kjell Ekholm. I klubbens stadgar står det Club Radio Syd är en förening bestående av Radio Syd lyssnare och andra sympatisörer och Föreningen har till syfta att stödja och stimulera intresset för Skånes egen Radio, Radio Syd. Föreningen hade över 12 000 medlemmar när de arrangerade en träff i Malmö Folkets Park den 7 maj 1964.

### Rolling Stones besöker Radio Syd
Den 27 juni 1965 kommer The Rolling Stones till Radio Syd på Cheeta II där det hålls en presskonferens, Brian Jones, iförd i en Radio Syd T-shirt och en seglarmössa med namnet Cheeta står sidan om en leende Britt Wadner.
Den 27-29 juni bor Mick Jagger, Keith Richards och Brian Jones hemma hos Britt Wadner i Lund där de bl.a. hjälper henne måla poolen.

### Ny studio i Lomma
Fastigheten på Kalendegatan i Malmö såldes och Radio Syd fick till den 31 december 1965 på sig att lämna lokalerna. Britt Wadner fick 80 000 kr i kompensation för den korta uppsägningstiden. Hon hittade en lokal i Lomma som blev den nya studion, både för Radio Syd och satsningen på Syd TV. Den 20 oktober 1965 höll Britt Wadner presskonferens om de nya lokalerna där de presenterades som Sydsveriges största TV-, film- och grammofonstudio.

### Ekonomi
Radio Syd och Britt Wadner kämpade ständigt med ekonomin. AB Sydreklam lämnade aldrig in något bokslut för verksamheten. 

## Fartygen
Den 16 september 1964 går Cheeta på grund

Britt Wadner köper Mosken den 26 september 1964, som döps om till Cheeta II, för 400 000 kr vilket motsvarar ca 5 200 000 kr. Sändningen återupptas den 30 september 1964 nu från Cheeta II.

### Sändningsuppehåll
Radio Syd hade ett sändningsuppehåll från 9 januari till den 1 april 1963 på grund av den då rådande issituationen i Öresund.

## Strid mot staten

### Första rättegången
Den 5 december 1962 hölls den första rättegången i Lunds Rådhusrätt. Advokat Ulf Alfredsson gick hårt åt statsåklagare Erland Strandmark och menade på att inte ens han kunde tolka piratradiolagen. Domen meddelades den 18 december, 50 dagsböter a 8 kronor, dvs 400 kr vilket är ca 5 500 kr i dagens penningvärde (2025). Domen överklagades till Hovrätten som den 9 maj 1963 fastställde domen.

### Andra rättegången
26 mars 1963 döms Britt Wadner till 100 dagsböter a 50 kr, dvs 5000 kr vilket är ca 68 400 kr i dagens (2025) penningvärde.

### Tredje rättegången
Den 16 oktober 1963 står BW inför rätta tillsammans med 11 annonsörer.
Försvarare är Ulf Alfredsson, åklagare byråchef Björn Vinberg
Sändningarna har avlyssnats och de annonsörer som "främjat verksamheten i betydande omfattning" åtalas.

### Fjärde rättegången
Den 11 augusti 1964 yrkade åklagaren, byråchef Erik Vinberg från riksåklagarämbetet, att Britt Wadner skulle dömas till fängelse. De tre punkterna i åtalet var:
- Innehav av sändare för Radio Syd
- Verksamhet att främja sändningar
- Transporter till och från fartyget Cheeta

I rättegången berättade Henning Sjöström fabeln om stygga vargen och lilla lammet, med Sveriges monopolradio i den förstnämnda skepnaden och Radio Syd som lammet:
| ”                  | Du grumlar mitt vatten, sa vargen. Det kan jag väl inte när jag står nedanför dig, svarade lammet. Det gör detsamma, menade vargen, jag äter upp dig i alla fall. | „ |
| – Henning Sjöström | |   |

Den 25 augusti 1964 döms Britt Wadner till tre månaders fängelse. Domen överklagas till Hovrätten som sänker straffet till en månads fängelse.

### Fängelsestraffet
Den 21 mars 1965 sänder Britt Wadner programmet Söndagsposten från Cheeta II som vanligt. När programmet avslutats tar Britt Wadner transportbåten till Malmö där hon senare åker till Malmö Central för att ta tåget till Frövi för att på Hinsebergs kvinnofängelse avtjäna fängelsestraffet på 30 dagar.

### Femte rättegången
Den 18 juni 1965 meddelar riksåklagarämbetet att de kommer att åtala 26 annonsörer för att "i betydande omfattning lämnat uppdrag till fru Wadner för sändning över Radio Syd".

### Sjätte rättegången
Den sjätte och sista rättegången mot Britt Wadner hölls i Malmö. Byrådirektör Dahlgren ansåg att tre månaders fängelse var en högst rimlig straffpåföljd då Dahlgren ansåg att Britt Wadner medvetet satt sig över lagen.
Henning Sjöströms slutplädering var
| ”                  | Fru Wadner sänder inte längre radio. Vi har en ny lag i det här landet som hon, till skillnad från 1962 års lag, förstår. Hon har inte för avsikt att komma tillbaka så länge lagstiftningen ser ut som den gör. Självklart ska hon dömas till ett villkorligt straff. Vargen har ätit upp lammet | „ |
| – Henning Sjöström | |   |

Domen föll den 23 september då Britt Wadner dömdes till villkorligt straff.

### Förstärkt piratradiolag
Med Olof Palme som nytillträdd kommunikationsminister 1965 skedde omskrivning av piratradiolagen 1966 som kraftigt stärkte och utvidgade befogenheterna för staten vilket möjliggjorde beslag av fastigheter och andra ägodelar från ägaren av en rundradiosändare. Den nya lagen omöjliggjorde innehav av någon form av rundradiosändare av svenska medborgare.  
Utdrag ur lagen

3 §
Förlag eller vederlag, vilket ägare eller brukare av radioanläggning som
avses i 1 § mottagit för anläggningens upprättande, vidmakthållande eller
användning eller för rundradiosändning från denna, skall förklaras förverkat
till kronan, om det ej är uppenbart obilligt.
Egendom, vilken använts såsom hjälpmedel vid eller frambragts genom
eller varit föremål för brott som avses i 1 § eller 2 § 1, 2, 3, 5 eller 8 kan,
såvida egendomens ägare eller någon som var i hans ställe förövat gärningen,
förklaras helt eller delvis förverkad till kronan, om det är påkallat till
förebyggande av brott som anges i detta stycke eller särskilda skäl annars
föreligga och det ej är uppenbart obilligt.

## Syd TV
Planerna på en TV-station, Syd TV, 
Hösten 1965 kom testsändningar igång på UHF-bandet kanal 43. Den 19 december 1965 kom ordinarie TV-sändningar igång. Det blev endast ca. en veckas ordinarie TV-sändningar som bestod av spelfilmer och julklappsutdelning till tittare och lyssnare. Även om de ordinarie TV-sändningarna blev kortvariga går det inte att bortse från det faktum att Syd TV blev den första station att sända kommersiell TV mot Sverige.

## Externa källor
- Görans Radiosida om Radio Mercur, Skånes Radio Mercur, Radio Syd, DCR och Radio Nord
- Radio Syd på Svenska Radioarkivet